# I Was an Island
I Was an Island è il terzo EP della cantautrice Allison Weiss, autopubblicato il 29 novembre 2011.

## Tracce
1. I Was an Island (EP version) – 2:48
2. Don't Go (EP version) – 2:55
3. Why Bother (The Age of Rockets remix) – 2:51
4. I Was an Island (remastered) – 2:42

## Artwork
La copertina del disco è un disegno che raffigura una persona (di cui si vedono però solo le gambe) in bicicletta. Lo sfondo è rosa, per cui le gambe non sono colorate, a differenza dei pantaloncini (neri), delle calze (bianche), del fanale e delle scarpe (rossi). Nome dell'artista e titolo dell'EP compaiono in basso a sinistra.